# Stany Zjednoczone na Letnich Igrzyskach Olimpijskich 1936
Stany Zjednoczone na Letnich Igrzyskach Olimpijskich 1936 reprezentowało 359 zawodników: 313 mężczyzn i 46 kobiet. Był to 10. start reprezentacji USA na letnich igrzyskach olimpijskich.

## Zdobyte medale
| Medal  | Zawodnik | Dyscyplina           | Konkurencja                           |
| ------ | --- | -------------------- | ------------------------------------- |
| Złoto  | Jesse Owens | Lekkoatletyka        | Bieg na 100 m mężczyzn                |
| Złoto  | Jesse Owens | Lekkoatletyka        | Bieg na 200 m                         |
| Złoto  | Archie Williams | Lekkoatletyka        | Bieg na 400 m                         |
| Złoto  | John Woodruff | Lekkoatletyka        | Bieg na 800 m                         |
| Złoto  | Forrest Towns | Lekkoatletyka        | Bieg na 110 m przez płotki            |
| Złoto  | Glenn Hardin | Lekkoatletyka        | Bieg na 400 m przez płotki            |
| Złoto  | Jesse Owens Ralph Metcalfe Foy Draper Frank Wykoff | Lekkoatletyka        | Sztafeta 4 × 100 m mężczyzn           |
| Złoto  | Cornelius Johnson | Lekkoatletyka        | Skok wzwyż mężczyzn                   |
| Złoto  | Earle Meadows | Lekkoatletyka        | Skok o tyczce                         |
| Złoto  | Jesse Owens | Lekkoatletyka        | Skok w dal                            |
| Złoto  | Ken Carpenter | Lekkoatletyka        | Rzut dyskiem mężczyzn                 |
| Złoto  | Glenn Morris | Lekkoatletyka        | Dziesięciobój                         |
| Złoto  | Helen Stephens | Lekkoatletyka        | Bieg na 100 m kobiet                  |
| Złoto  | Harriet Bland Annette Rogers Betty Robinson Helen Stephens | Lekkoatletyka        | Sztafeta 4 × 100 m kobiet             |
| Złoto  | Samuel Balter Jr. Ralph Bishop Joe Fortenberry Tex Gibbons Francis Johnson Carl Knowles Frank Lubin Arthur Mollner Donald Piper Jack Ragland Willard Schmidt Carl Shy Duane Swanson Bill Wheatley | Koszykówka           | Koszykówka                            |
| Złoto  | Jack Medica | Pływanie             | 400 m stylem dowolnym mężczyzn        |
| Złoto  | Adolph Kiefer | Pływanie             | 100 m stylem grzbietowym mężczyzn     |
| Złoto  | Richard Degener | Skoki do wody        | Trampolina 3 m mężczyźni              |
| Złoto  | Marshall Wayne | Skoki do wody        | Wieża 10 m mężczyźni                  |
| Złoto  | Marjorie Gestring | Skoki do wody        | Trampolina 3 m kobiety                |
| Złoto  | Dorothy Poynton-Hill | Skoki do wody        | Wieża 10 m kobiety                    |
| Złoto  | Herbert Morris Charles Day Gordon Adam John White James McMillin George Hunt Joe Rantz Donald Hume Robert Moch                                                                                    | Wioślarstwo          | Ósemka                                |
| Złoto  | Anthony Terlazzo | Podnoszenie ciężarów | Waga piórkowa                         |
| Złoto  | Frank Lewis | Zapasy               | Waga do 72 kg w stylu wolnym mężczyzn |
| Srebro | Ralph Metcalfe | Lekkoatletyka        | Bieg na 100 m mężczyzn                |
| Srebro | Matthew Robinson | Lekkoatletyka        | Bieg na 200 m                         |
| Srebro | Glenn Cunningham | Lekkoatletyka        | Bieg na 1500 m                        |
| Srebro | Harold Cagle Robert Young Edward O’Brien Alfred Fitch | Lekkoatletyka        | Sztafeta 4 × 400 m                    |
| Srebro | David Albritton | Lekkoatletyka        | Skok wzwyż mężczyzn                   |
| Srebro | Gordon Dunn | Lekkoatletyka        | Rzut dyskiem mężczyzn                 |
| Srebro | Bob Clark | Lekkoatletyka        | Dziesięciobój                         |
| Srebro | Jack Wilson | Boks                 | Boks wagi koguciej                    |
| Srebro | Jack Medica | Pływanie             | 1500 m stylem dowolnym                |
| Srebro | Albert Vande Weghe | Pływanie             | 100 m stylem grzbietowym mężczyzn     |
| Srebro | Ralph Flanagan John Macionis Paul Wolf Jack Medica | Pływanie             | 4 × 200 m stylem dowolnym             |
| Srebro | Marshall Wayne | Skoki do wody        | Trampolina 3 m mężczyzn               |
| Srebro | Elbert Root | Skoki do wody        | Wieża 10 m mężczyzn                   |
| Srebro | Katherine Rawls | Skoki do wody        | Trampolina 3 m kobiet                 |
| Srebro | Velma Dunn | Skoki do wody        | Wieża 10 m kobiet                     |
| Srebro | Earl Foster Thomson | Jeździectwo          | WKKW indywidualnie                    |
| Srebro | Charles Leonard | Pięciobój nowoczesny | Pięciobój nowoczesny                  |
| Srebro | Ross Flood | Zapasy               | Waga do 56 kg w stylu wolnym mężczyzn |
| Srebro | Francis Millard | Zapasy               | Waga do 61 kg w stylu wolnym mężczyzn |
| Srebro | Richard Voliva | Zapasy               | Waga do 79 kg w stylu wolnym mężczyzn |
| Brąz   | James LuValle | Lekkoatletyka        | Bieg na 400 m                         |
| Brąz   | Frederick Pollard | Lekkoatletyka        | Bieg na 110 m przez płotki            |
| Brąz   | Delos Thurber | Lekkoatletyka        | Skok wzwyż mężczyzn                   |
| Brąz   | Jack Parker | Lekkoatletyka        | Dziesięciobój                         |
| Brąz   | Louis Laurie | Boks                 | Boks wagi muszej                      |
| Brąz   | Ernest Riedel | Kajakarstwo          | K-1 10 000 m                          |
| Brąz   | Alan Greene | Skoki do wody        | Trampolina 3 m mężczyzn               |
| Brąz   | Dorothy Poynton-Hill | Skoki do wody        | Trampolina 3 m kobiet                 |
| Brąz   | Lenore Kight-Wingard | Pływanie             | 400 m stylem dowolnym kobiet          |
| Brąz   | Alice Bridges | Pływanie             | 100 m stylem grzbietowym kobiet       |
| Brąz   | Katherine Rawls Bernice Lapp Mavis Freeman Mary McKean | Pływanie             | 4 × 100 m stylem dowolnym kobiet      |
| Brąz   | Dan Barrow | Wioślarstwo          | Jedynka                               |